# Џон Поуп
Џон Поуп (16. март 1822. – 23. септембар 1892) је био амерички генерал, учесник Америчког грађанског рата.

## Биографија
Рођен је 16. марта 1822. године у Луисвилу у Кентакију. Отац, Натанијел, био је успешан амерички политичар и судија. Године 1842. завршио је војну академију у Вест Поинту. Учествовао је у Мексичко-америчком рату борећи се на Флориди. Командовао је снагама Севера у Мисурију на почетку Америчког грађанског рата (1861–5). У марту 1862. године, уз помоћ Западне флоте, заузео је Њу Медрид и Острво бр. 10, а наредног месеца својим трупама појачао армије генерала Хенрија Хелека, команданта снага Севера на западном ратишту, и допринео освајању Коринта. Као командант снага Севера у Вирџинији није показао довољно умешности. Претрпео је 30. августа 1862. године тежак пораз у другој бици код Бул Рана од стране Роберта Лија те је убрзо смењен. Умро је 1892. године у Сандаскију, Охајо.